# 7188 Yoshii
7188 Yoshii este un asteroid din centura principală de asteroizi.

## Descriere
7188 Yoshii este un asteroid din centura principală de asteroizi. A fost descoperit pe 23 septembrie 1992 la Kitami de Kin Endate și Kazuro Watanabe. El prezintă o orbită caracterizată de o semiaxă mare de 2,19 ua, o excentricitate de 0,15 și o înclinație de 3,9° în raport cu ecliptica.